# Sami (distrito)
Sami é um distrito da Gâmbia.